# شعب مدحظ (ردفان)
شعب مدحظ هي إحدى قرى عزلة الحبيلين بمديرية ردفان التابعة لمحافظة لحج، بلغ تعداد سكانها 67 نسمة حسب تعداد اليمن لعام 2004.